# 岩橋道子
岩橋 道子（いわはし みちこ、1968年12月25日 - ）は日本の女優。本名同じ。愛知県名古屋市出身。劇団ラッパ屋団員、ノックアウト所属。
身長は159cm、血液型はO型。特技は日舞、三味線、空手、キックボクシング。

## 出演

### テレビドラマ
NHK
- ウォーカーズ〜迷子の大人たち
- 35歳・夢の途中
- 土曜ドラマ 風のねがい
- 金曜時代劇 とおりゃんせ
- 六番目の小夜子 - 小泉先生 役
- インタラクTV ゴー!ゴー!マーケット
- ドラマ8芸能社（2009年、ワンセグ2他） - 室蘭南海子 役
- 土曜時代劇 オトコマエ!2 （2009年）
- ドラマ10芸能社（2010年、ワンセグ2他） - 谷千江子 役
- 未解決事件 (NHKスペシャル)（2013年） ‐ 横地弥生
- 木曜時代劇 鼠、江戸を疾る 第6話（2014年） - 千歳 役
- 銀漢の賦（2015年） ‐ たみ
- BS時代劇 大岡越前3 最終話（2016年、NHK BSプレミアム） - おとせ 役
- カナカナ (2022年)　- 淳子 役

日本テレビ系列
- 宝さがし
- ストレートニュース
- 向井荒太の動物日記 〜愛犬ロシナンテの災難〜第5話（2001年）
- みのもんたの人生相談デカ〜おもいッきりテレビ殺人事件〜
- DRAMA COMPLEX 松本清張スペシャル・指（2006年）
- プリマダム
- 戦力外捜査官 - 高村桜子 役
- ヒガンバナ〜警視庁捜査七課〜（2016年） ‐ 橘かすみ

TBS系列
- 海まで5分
- 週末婚
- 恋がしたい恋がしたい恋がしたい
- 世界の中心で、愛をさけぶ
- 松本清張サスペンス特別企画・霧の旗
- 月曜ミステリー劇場 ひまわりさん
- ドラマ30 虹のかなた
- 三日遅れのハッピーニューイヤー! - マネージャー 役
- 3年B組金八先生 ファイナル

- 愛の劇場
  - ママまっしぐら!
  - 温泉へ行こう 第2シリーズ　第3話、4話 - 笠井泰子 役（2000年）
  - 病院へ行こう!
  - またのお越しを
  - ぐっどあふたぬ〜ん

- 月曜名作劇場 信濃のコロンボ4（2017年4月24日） - 永井の妻 役

フジテレビ系列
- 1リットルの涙特別編〜追憶〜 - 桜井奈緒子 役
- 金曜エンタテイメント「屋台弁護士」（2005年6月8日） - 名村容子 役
- Dr.コトー診療所
- あなたの隣に誰かいる
- 最後の審判
- みんな昔は子供だった
- ガールミーツガール （BSフジ）
- 大奥〜華の乱〜 - 萩乃 役
- 山おんな壁おんな - 田村美由紀 役
- 任侠ヘルパー 最終話
- 医龍-Team Medical Dragon-3 第9話 - 北見里香 役
- 37歳で医者になった僕〜研修医純情物語〜 - 木島美香 役
- 東海テレビ制作昼ドラマ
  - 天使の代理人
  - 明日の光をつかめ2
  - 鈴子の恋 ミヤコ蝶々女の一代記 - 駒子 役
  - ほっとけない魔女たち - 川合友子 役
- 世にも奇妙な物語 「昨日公園」<リメイク版>（2015年） - 町田康代
- 大奥 (フジテレビの時代劇)（2016年） - 中臈・相模
- フジテレビヤングシナリオ大賞
  - 笑顔セラピー
  - 冬空に月は輝く
- ラジエーションハウスII〜放射線科の診断レポート〜 - 代々木景子 役

テレビ朝日
- 眠れぬ夜を抱いて
- 六本木キャバクラ天使
- 警視庁捜査一課9係
- 相棒
  - season5 第9話（2006年12月6日）- 石場の秘書・高根沢ともみ 役
  - season19 第17話（2021年2月24日） - 三澤渚 役
- 小児救命
- 臨場
- 遺留捜査 第1シリーズ 第10話（2011年6月15日） - 高見杏子 役
- BORDER 警視庁捜査一課殺人犯捜査第4係 第5話 - 野本公子 役
- 出入禁止の女〜事件記者クロガネ〜 第4話 - 沢田雪野 役
- 土曜ワイド劇場
  - 「おとり捜査官・北見志穂7」（2004年） - 園田ゆり
  - 「ショカツの女10」（2015年） - 寺西香澄 役
  - 「狩矢父娘シリーズ17」（2016年） - 西島エリ 役
- 日曜ワイド
  - 「人類学者・岬久美子の殺人鑑定7」（2017年6月25日） - 浜野千絵子 役
- 家政夫のミタゾノ 第5シリーズ 第3話（2022年5月6日） - 木田芳江 役

テレビ東京
- モリのアサガオ 第5話 - 福田の妻 役
- 山本周五郎時代劇 武士の魂（2017年） ‐ おしま

名古屋テレビ
- ダムド・ファイル第4話 - 佐田千枝子 役

ビーエスアイ
- ケータイ刑事 銭形愛第13話

### 映画
- 黒い家
- 東雲楼・女の乱
- 世にも奇妙な物語
- 呪怨 黒い少女（2009年） - 美香 役
- シン・ゴジラ（2016年）[1]

### Vシネマ
- 新・麻雀放浪記3 死闘編

### ラジオドラマ
- 青春アドベンチャー（NHK-FM）
  - 『謙信サマは今日も気まぐれ』（2025年5月12日 - 23日）[2] - アミおばさん、母・ユミ 役

### CM
- ECC外語学院
- 味の素 パスタドウ
- ライオン ライオネスキャンディのど飴
- ユニチャーム ペットケア

### 舞台

#### 劇団ラッパ屋
- ヒゲとボイン
- 中年ロミオ
- 阿呆浪士
- エアポート '97
- 鰻の出前
- 裸天国
- 凄い金魚
- MONEY
- 斉藤幸子 - 斉藤幸子 役
- 裸でスキップ
- あしたのニュース
- 妻の家族 - 四女 役
- 世界の秘密と田中
- はなしづか[3]

#### 劇団MOTHER
- クラウドバスター
- Long Distance

#### G2
- 痛くなるまで目に入れろ
- ツグノフの森

#### その他
- THE・面接（STAFF ONLY）
- ポルノ（阿佐ヶ谷スパイダース）
- 人間風車（パルコ劇場）
- 大奥 - 藤野 役
- 更地20（下北沢ザ・スズナリ）[4]